# NGC 5652
NGC 5652 (= NGC 5650) ist eine Balken-Spiralgalaxie vom Hubble-Typ SABbc im Sternbild  Jungfrau am Nordsternhimmel. Sie ist rund 335 Millionen Lichtjahre von der Milchstraße entfernt und hat einen Durchmesser von etwa 200.000 Lichtjahren. 
Das Objekt wurde am 12. Mai 1793 von dem deutsch-britischen Astronomen Wilhelm Herschel entdeckt (als NGC 5652 katalogisiert)
und am 19. April 1887 „wiederentdeckt“ von Lewis Swift (als NGC 5650 aufgeführt).